# جوناثان روس (سياسي)
جوناثان روس (بالإنجليزية: Jonathan Ross) هو محامي وقاضي وسياسي أمريكي، ولد في 30 أبريل 1826 في ووترفورد في الولايات المتحدة، وتوفي في 23 فبراير 1905 في سانت جوهانسبوري في الولايات المتحدة. حزبياً، نشط في الحزب الجمهوري. وقد انتخب عضو مجلس نواب فيرمونت وانتخب عضو مجلس الشيوخ الأمريكي.